# Chersodromia flavipes
Chersodromia flavipes är en tvåvingeart som beskrevs av Chvala 1977. Chersodromia flavipes ingår i släktet Chersodromia och familjen puckeldansflugor.
Artens utbredningsområde är Spanien. Inga underarter finns listade i Catalogue of Life.